# Pedro Henrique Alves
Pedro Henrique Alves Santana más conocido como Pedro Henrique (n. Maceió, Brasil; 31 de enero de 2001) es un futbolista brasileño. Juega como defensa central y su equipo actual es Unión La Calera de la Primera División de Chile.

## Estadísticas
| Club                        | Div.          | Temporada     | Liga  | Liga  | Estatales | Estatales | Copas nacionales | Copas nacionales | Torneos internacionales | Torneos internacionales | Total | Total |
| Club                        | Div.          | Temporada     | Part. | Goles | Part.     | Goles     | Part.            | Goles            | Part.                   | Goles                   | Part. | Goles |
| --------------------------- | ------------- | ------------- | ----- | ----- | --------- | --------- | ---------------- | ---------------- | ----------------------- | ----------------------- | ----- | ----- |
| Internacional · Brasil      | 1ª            | 2020          | 1     | 0     | 4         | 0         | 1                | 0                | —                       | —                       | 6     | 0     |
| Internacional · Brasil      | 1ª            | 2021          | 5     | 0     | 4         | 0         | 1                | 0                | 1                       | 0                       | 11    | 0     |
| Internacional · Brasil      | Total club    | Total club    | 6     | 0     | 8         | 0         | 2                | 0                | 1                       | 0                       | 17    | 0     |
| Sport Recife · Brasil       | 1ª            | 2021          | 5     | 0     | —         | —         | —                | —                | —                       | —                       | 5     | 0     |
| Sport Recife · Brasil       | Total club    | Total club    | 5     | 0     | 0         | 0         | 0                | 0                | 0                       | 0                       | 5     | 0     |
| Unión La Calera · Chile     | 1ª            | 2022          | 14    | 0     | —         | —         | —                | —                | 4                       | 0                       | 18    | 0     |
| Unión La Calera · Chile     | Total club    | Total club    | 14    | 0     | 0         | 0         | 0                | 0                | 4                       | 0                       | 18    | 0     |
| Ludogorets Razgrad Bulgaria | 1ª            | 2022-23       | 1     | 0     | —         | —         | —                | —                | —                       | —                       | 1     | 0     |
| Ludogorets Razgrad Bulgaria | Total club    | Total club    | 1     | 0     | 0         | 0         | 0                | 0                | 0                       | 0                       | 1     | 0     |
| Beroe Bulgaria              | 1ª            | 2022-23       | 16    | 0     | —         | —         | —                | —                | —                       | —                       | 16    | 0     |
| Beroe Bulgaria              | Total club    | Total club    | 16    | 0     | 0         | 0         | 0                | 0                | 0                       | 0                       | 16    | 0     |
| Total carrera               | Total carrera | Total carrera | 42    | 0     | 8         | 0         | 2                | 0                | 5                       | 0                       | 57    | 0     |
| 1. 2. 3. 4.                 |               |               |       |       |           |           |                  |                  |                         |                         |       |       |